# Mycobonia flava
Mycobonia flava är en svampart som först beskrevs av Olof Swartz, och fick sitt nu gällande namn av Elias Fries 1894. Mycobonia flava ingår i släktet Mycobonia och familjen Gloeophyllaceae.   Inga underarter finns listade i Catalogue of Life.